# Cratere Flaubert
Flaubert è un cratere d'impatto presente sulla superficie di Mercurio, a 13,81° di latitudine sud e 72,61° di longitudine ovest. Il suo diametro è pari a 95 km.
Il cratere è dedicato allo scrittore francese Gustave Flaubert.